# Marco Dané
Marco Dané (La Spezia, 25 aprile 1944) è un autore televisivo, pedagogista e regista teatrale italiano.

## Biografia
Si è diplomato maestro specializzandosi sul campo nel rapporto con gli alunni con disabilità cognitiva e, in particolare, della neurodivergenza, per laurearsi poi in lettere moderne. A vent'anni si è trasferito a Roma, dove ha iniziato la sua carriera televisiva. 
Il fratello Roberto Dané era un produttore discografico.

### Anni sessanta
Dané ha debuttato nel 1963 come attore presso il Piccolo Teatro Città della Spezia con La mandragola di Niccolò Machiavelli e Sogno di una notte di mezza estate di William Shakespeare.
Prima di trasferirsi a Roma è stato chiamato dalla Scuola Editrice di Brescia come docente nei corsi di formazione per insegnanti di scuola elementare. A Firenze, sempre come docente, ha partecipato ai corsi del CEMEA (Centri d'esercitazione ai metodi dell'Educazione attiva) dirigendo anche soggiorni estivi per adolescenti.  
Nel 1969 è stato chiamato, dopo un provino, dal Programma nazionale della Rai come conduttore e coautore della trasmissione per bambini Il paese di Giocagiò, i cui autori principali erano Gianni Rodari e Marcello Argilli. 

### Anni settanta
Nel 1970/71 ha condotto "Il gioco delle cose" (proseguimento del "Paese di Giocagiò" dal Centro di produzione Rai di Napoli) di cui ha scritto la sigla finale per la musica di Roberto De Simone. Dal 1973 al 1979 è stato autore e conduttore, sui due canali Rai, di molte edizioni di Telescuola. Dal 1979 al 1981 ha condotto su Rai 2 il telegiornale per ragazzi Trentaminutigiovani, lo stesso che ha visto iniziare la carriera televisiva di Alessandro Cecchi Paone.

### Anni ottanta
Dal 1982 al 1986 è stato coautore e conduttore, sempre sulla seconda rete RAI, della trasmissione per giovani Tandem, insieme a Enza Sampò, Fabrizio Frizzi, Claudio Sorrentino, Roberta Manfredi, sempre per la regia di Salvatore Baldazzi. Nel contenitore pomeridiano del programma, tra gli altri giochi e interventi, Dané ha svolto il ruolo di giudice per il gioco Paroliamo, che condurrà anche in proprio, oltre Tandem, fino al 1989, confluendo in Mente fresca, con Patrizia Gioia Focardi come co-conduttrice e ospite fisso Roberto Vacca e la sua rubrica Parole per l'avvenire. Tutti i quiz televisivi condotti in questi anni riscuoteranno successo, grazie anche alle rispettive versioni commerciali in giochi da tavolo.
Nel 1983 Dané ha vinto il Microfono d'Argento, premio assegnato dal pubblico televisivo e il Premio Chianciano della critica televisiva.

### Anni novanta
Dal 1990 si dedica prevalentemente all'attività di autore per la TV. Dal 1990 al 1995 ha curato vari giochi televisivi, tra cui una versione facilitata di Paroliamo, all'interno di Non è la Rai su Canale 5, per la regia di Gianni Boncompagni.
Nel 1997 e 1998 è stato tra gli autori di Domenica in, condotto da Fabrizio Frizzi. Sempre nello stesso anno ha collaborato alla trasmissione di Canale 5 Superboll condotta da Fiorello.

### Anni duemila
Nel 2000 ha inventato "Syncro", un gioco didattico edito dalla Garzanti che ha venduto circa 25 000 copie. Il gioco riguardava sinonimi e contrari e campi semantici (famiglie di parole).
Nel 2001 è  stato coautore di Kilimangiaro, condotto da Licia Colò. Dal 2001 al 2003 è autore del canale satellitare RaiSat Album con il quale ha ripercorso la storia della televisione italiana. Nel 2003 è diventato Direttore generale dell'istituto per minori della Sacra Famiglia di Roma, incarico tenuto sino al 2011.
Dal 2004 è giurato in varie edizioni del Festival Internazionale del Cinema Naturalistico e Ambientale nato a Teramo nel 1998. Nel 2010 ha collaborato per i libri del Corriere della Sera alla pubblicazione Brain Trainer, venti numeri con dispensa e DVD per capire meglio il funzionamento del cervello umano. Dané era il protagonista di una fiction e interpretava se stesso intento a spiegare a un gruppo di persone come usare al meglio la propria mente.
Ha preparato e portato in scena uno spettacolo dal titolo Parole ed emozioni, incentrato sulle più famose poesie dell'Ottocento e del Novecento. L'ultima parte dello spettacolo è intitolata Quando la canzone diventa poesia, ed è dedicata a celebri autori di canzoni come Fabrizio De André, Giorgio Gaber, Leo Chiosso.
Nel 2021 ha pubblicato un libro dedicato ai bambini delle scuole elementari, intitolato 30 Filastrocche, con le illustrazioni di Dalisca.
Nel 2023 ha pubblicato su play store una app, un gioco di parole dal titolo TANDEM MDP, utile per allenare la mente e per implementare il bagaglio lessicale.
Nel 2024 ha scritto per il teatro una rivisitazione dell’opera di Henrik Ibsen, “Casa di bambola” dal titolo “Allodola” in cui una Compagnia teatrale affronta anche emotivamente il capolavoro di Ibsen.

## Vita privata
Sposato, ha due figli.